# 919th Special Operations Wing
Il 919th Special Operations Wing è uno stormo associato di operazioni speciali dell'Air Force Reserve Command, inquadrato nella Tenth Air Force. Riporta direttamente all'Air Force Special Operations Command. Il suo quartier generale è situato presso Duke Field, in Florida.

## Missione
Lo Stormo è un classico reparto associato al 492nd Special Operations Wing e provvede alle operazioni e al personale di manutenzione per sostenere attività aeree non standard, difesa interna e programmi di consulenza sull'aviazione da combattimento per l'Air Force Special Operations Command, attraverso l'utilizzo dei C-145A Skytruck e C-146A Wolfhound. Conduce inoltre voli di addestramento in associazione con il 492d SOW per la maggior parte dei modelli in uso presso i reparti delle operazioni speciali. È impiegato con un'unità geograficamente separata in associazione al 27th Special Operations Wing nell'utilizzo di MQ-9 Reaper.

## Organizzazione
Attualmente, al maggio 2017, lo stormo controlla:
- 919th Special Operations Group
  - 919th Special Operations Support Squadron
  -  2nd Special Operations Squadron, distaccato presso Hurlburt Field, Florida ed associato con il 3rd SOS, 27th SOW nell'utilizzo dell'MQ-9B Reaper
  -  5th Special Operations Squadron, Unità d'addestramento della Forza Attiva, distaccato presso Hurlburt Field, Florida
  -  711th Special Operations Squadron, associato al 6th SOS del 492d SOW nell'utilizzo del C-145A Skytruck
  - 859th Special Operations Squadron, associato al 524th SOS del 492d SOW nell'utilizzo del C-146A Wolfhound
- 919th Special Operations Maintenance Group
  - 919th Special Operations Maintenance Squadron
  - 919th Special Operations Aircraft Maintenance Squadron
  - 919th Maintenance Operations Flight
- 919th Special Operations Mission Support Group
  - 919th Special Operations Civil Engineer Squadron
  - 919th Special Operations Security Forces Squadron
  - 919th Special Operations Communications Squadron
  - 919th Special Operations Logistics Readiness Squadron
  - 919th Special Operations Force Support Squadron
- 919th Special Operations Medical Squadron